# Deiòtar I
Deiòtar I Filoromà (grec antic: Δηϊόταρος Φιλορομαῖος) fou un tetrarca i rei de Galàcia. Va néixer probablement vers el 110 aC i fou conegut com «el brau diví». El seu pare fou amic de Marc Porci Cató Salonià el jove, pare de Cató d'Útica. Fou tetrarca dels tolistobogis i va tenir capital a Blúcion. Fou fidel aliat romà.

## Biografia
El 74 aC va derrotar a Frígia Èumac, general de Mitridates VI Eupàtor, i en recompensa va rebre el títol de rei (no és clar si aquest títol li fou donat llavors, o més tard, per part de Pompeu Magne el 63 aC). El títol reial no abraçava tota la Galàcia, sinó només una de les tres federacions tribals, la dels tolistobogis.
Probablement el 63 aC va rebre de Pompeu la Gadelonítida i Petita Armènia que va incorporar als seus dominis. Plutarc diu que ja era gran quan Cras va passar per Galàcia per anar a la seva expedició contra els parts (54 aC).
Entre el 52 i el 48 aC va eliminar els tetrarques rivals dels tectòsages i trocmes i va governar sobre tota Galàcia. El 51 aC quan Ciceró va acampar a Cibistra, a la frontera de Capadòcia, per protegir Capadòcia i Cilícia dels parts, Deiòtar li va oferir els seus serveis, però el seu ajut va resultar innecessari. A la guerra civil fou partidari de Pompeu junt amb el qual va fugir després de la batalla de Farsàlia (48 aC). Llavors, el senat romà ja va donar el títol reial al seu fill Deiòtar II, però el territori sobre el qual exerciria l'autoritat no s'ha pogut determinar.
El 47 aC Deiòtar I va demanar ajut a Domici Calví, llegat de Juli Cèsar a l'Àsia, contra Farnaces II del Pont, que s'havia apoderat de l'Armènia Menor, i que en la campanya que va seguir va derrotar gàlates i romans a prop de Nicòpolis. Quan aquell mateix any Cèsar va anar a Àsia des d'Egipte, Deiòtar el va rebre submís i es va excusar pel suport donat a Pompeu. Cèsar li va permetre conservar el títol de rei, però va donar els seus territoris a Mitridates de Pèrgam, tetrarca del trocmes (segons Hirci, que sembla coincidir amb Ciceró), o bé en va donar una part a Ariobarzanes III de Capadòcia i va retornar a Deiòtar els dominis recuperats a Farnaces (segons Dió Cassi). A la tardor del mateix any Brutus va advocar per Deiòtar davant Cèsar a Nicea, però sense èxit, però no és clar si per recuperar el seu regne o per succeir Mitridates de Pèrgam quan aquest va morir.
El 45 aC fou defensat davant Cèsar per Ciceró i durant l'estada a Roma el rei es va allotjar a casa de l'orador. Sens dubte reclamava la devolució dels seus territoris i la successió de Mitridates de Pèrgam, però altres tetrarques també eren candidats. Llavors, el seu net Càstor el va acusar d'haver conspirat contra la vida de Cèsar quan aquest va anar a Galàcia, i d'haver volgut ajudar a Quint Cecili Bas (segons Ciceró, però Estrabó diu que Càstor era no el seu net, ans el seu gendre, i diu que Deiòtar el va fer matar juntament amb la seva dona i, per tant, la mateixa filla del rei). La Suïda diu que Deiòtar va matar Càstor per haver-lo acusat davant Cèsar. S'ha proposat la teoria d'un net de nom Càstor i un gendre amb el mateix nom teoria reforçada, perquè sembla que el net Càstor se suposa que és el príncep que governava a Paflagònia el 39 aC i, per tant, el mort hauria estat el gendre. Després, Blesami i Hieres van restar a Roma com a delegats de Deiòtar per vetllar pels seus interessos. El 44 aC, després de la mort de Cèsar, sembla que Hieres va aconseguir de Marc Antoni, la restitució del regne a Deiòtar a canvi de 10000 sestercis, però ja el rei havia recuperat els seus dominis per la força només saber de la mort de Cèsar. Deiòtar I va garantir la successió del seu fill Deiòtar II, que governava algun territori no precisat, que vers el 40 aC va reunir els dos dominis.
El 42 aC Deiòtar I es va unir al partit de Brutus i Cassi, però es va sotmetre als triumvirs després de la batalla de Filips.

## Mort i successió
Va morir algun temps després (vers 41 o 40 aC) a avançada edat, i el va succeir el seu fill Deiòtar II, el seu únic fill sobrevivent, ja que tots els altres fills segons Plutarc els havia fet matar per alguna raó o per impedir les disputes pel tron entre diversos germans. La seva primera esposa fou Estratonice, besneta del rei Àtal II de Pèrgam. Suposadament el seu gendre Castor de Galàcia hauria dominat aleshores part o tot el país, però els historiadors no es posen d'acord en el desenvolupament dels fets i la personalitat de Castor.